# Метод менеджменту
Ме́тоди ме́неджменту — це сукупність способів і прийомів впливу на колектив і окремих працівників з метою виконання завдань і досягнення цілей організації.

## Загальні відомості
Методи дозволяють знизити інтуїтивний характер управління, внести порядок, побудову і функціональну систему управління на підприємстві.
Функції методів менеджменту:
- дослідження проблем функціонування організації;
- управління організацією.

Методи поділяються на:
- економічні;
- адміністративні;
- соціально-психологічні;
- технологічні.

## Економічні методи
Економічні методи управління — це сукупність засобів та інструментів, які цілеспрямовано впливають на створення умов для функціонування й розвитку підприємництва. Фактори стимулювання, що лежать в основі економічних методів, діляться на:
- зовнішні — реалізаційна ціна на продукцію, ціни на предмети матеріально-технічного постачання, кредити, податки, митні платежі, кошти держави на соціальну інфраструктуру, державні субсидії, державні премії, іноземні субсидії, тарифи за послуги, штрафи;
- внутрішні — аванс, основна зарплата, додаткова оплата, премії, привілеї, майновий і земельний пай, дивіденди, внутрішньогосподарські ціни і тарифи, спецодяг тощо.

Суть економічних методів полягає у здійсненні непрямого впливу на виконавців і створенні таких економічних передумов, за яких вибір напряму своєї діяльності здійснює саме підприємство, його господарські підрозділи і окремі виконавці під впливом економічних стимулів, що діють як перспективи матеріальної вигоди або втрати.
До числа умов успішного застосування економічних методів управління слід внести дотримання господарсько-оперативної самостійності підприємств і господарських підрозділів, надання їм достатніх прав у виборі шляхів та засобів досягнення поставлених цілей.

## Адміністративні методи
Адміністративні методи — система способів і прийомів організаційно-розпорядчої дії, яку використовують для організації й координації об'єктів управління з метою виконання поставлених завдань.
Ці методи забезпечують чіткий розподіл обов'язків в апараті управління, дотримання правових норм і повноважень у вирішенні питань господарської діяльності, а також застосування заходів примусу і дисциплінарної відповідальності.
Адміністративні методи управління поділяють на організаційні (впливають на структуру управління) та оперативно-розпорядчі (впливають на процес управління).
Організаційні методи управління застосовуються в період створення нових організацій (підприємств), а також під час їхньої реорганізації. Це організаційне регламентування, нормування і організаційно-методичне інструктування.
Оперативно-розпорядчі методи управління застосовуються за умови, коли вже визначені права і обов'язки структурних підрозділів і працівників. Націлені на деталізацію плану, оперативну ліквідацію відхилень від нього, регулювання виробничого процесу і господарської діяльності, забезпечення чітких дій апарату управління і злагодженої роботи всіх підрозділів підприємства. Забезпечують організованість та високу дисципліну, координацію трудових зусиль працівників шляхом прямого (адміністративного) спонукання їх до дій, а також контроль за роботою підприємства (організації) та окремих працівників.
Розпорядчі дії завжди зумовлені конкретними причинами і мають чітку адресність, односторонню спрямованість від керівника до підлеглого.
Вони існують у формі:
- обов'язкових приписів (наказ, розпорядження);
- узгоджувальних дій (наради, консультації);
- рекомендацій (роз'яснення, вказівка).

## Соціально-психологічні методи
Суть соціально-психологічних методів зводиться до способів впливу на особистість та колективи з метою зміни ними своїх настанов у трудовій діяльності і творчій активності, а також на соціальні й психологічні інтереси фірм та їхній персонал (роль і статус особистості, групи, фірми, психологічний клімат, етика поведінки, спілкування та ін.). При цьому використовуються знання загальної і соціальної психології.
Соціально-психологічні методи менеджменту поділяються на соціальні та психологічні.
Механізм використання соціальних методів включає: соціальні дослідження або виявлення проблем і напрямів впливу; соціальне планування або розробку конкретних способів впливу на людей; соціальне регулювання або розв'язання виявлених проблем і реалізацію визначених способів впливу на людей.
Психологічні методи використовуються з метою гармонізації взаємовідносин працівників фірм і встановлення найсприятливішого психологічного клімату. До них належать: гуманізація праці (ліквідація монотонності, колірне забарвлення приміщень і устаткування, використання спеціально підібраної музики); психологічне спонукання (заохочення творчості, ініціативи і самостійності); задоволення професійних інтересів, підвищення творчого змісту праці; розробка мети за психологічними характеристиками і розвиток необхідних психологічних рис; комплектування малих груп за критерієм психологічної сумісності працівників; установлення нормальних взаємовідносин між керівниками і підлеглими.